# Алашайка
Алашайка — деревня в Параньгинском районе Республики Марий Эл России. Административный центр Алашайского сельского поселения.

## География
Деревня находится в восточной части республики, в зоне хвойно-широколиственных лесов, на берегах реки Ноли, при автодороге 88Н-11003, на расстоянии примерно 7 километров (по прямой) к северо-востоку от Параньги, административного центра района. Абсолютная высота — 130 метров над уровнем моря.

### Климат
Климат характеризуется как умеренно континентальный, с умеренно холодной снежной зимой и относительно тёплым летом. Среднегодовая температура воздуха — 2,2 °С. Средняя температура воздуха самого тёплого месяца (июля) — 18,5 °C; самого холодного (января) — −14 °C. Продолжительность периода с устойчивыми морозами — в среднем 127 дней. Среднегодовое количество атмосферных осадков составляет 496 мм, из которых около 70 % выпадает в период с апреля по октябрь.

### Часовой пояс
Деревня Алашайка, как и вся Марий Эл, находится в часовой зоне МСК (московское время). Смещение применяемого времени относительно UTC составляет +3:00.

## История
В «Списке населенных мест по сведениям 1859—1873 годов», изданном в 1876 году, населённый пункт упомянут как казённая деревня Кугунур (Алшайка) 1-го стана Уржумского уезда Вятской губернии. Располагалась по обе стороны речки Ноли, в 52 верстах от уездного города Уржума и в 7 верстах от становой квартиры в казённом селе Турек (Турекское). В деревне, в 132 дворах жили 1183 человека (590 мужчин и 593 женщины), были 2 мечети.

## Население
| 2010 | 2014 |
| ---- | ---- |
| 904  | ↘898 |

### Национальный состав
Согласно результатам переписи 2002 года, в национальной структуре населения татары составляли 99 % из 986 чел.

## Религия
Мечети;
- Мечеть

## Известные уроженцы
- Ахмадуллин Габдулла Ахмадуллович (1918—2000) — советский административный и хозяйственный деятель. Председатель Параньгинского райисполкома Марийской АССР (1955—1959), председатель колхоза им. Г. Тукая п. Параньга МарАССР (1960—1978). Участник советско-японской войны (1945). Член ВКП(б).
- Валиева Нурания Валиевна (1927—1993) — советский марийский животновод, герой труда. Свинарка колхоза им. В. И. Ленина Параньгинского района Марийской АССР (1965—1980). Кавалер ордена Ленина (1973). Депутат Верховного Совета Марийской АССР VI созыва (1963—1967).
- Сафин Гарай Сафинович (1918—2000) — советский татарский животновод. Заведующий свинокомплексом колхоза имени В. Ленина дер. Алашайка Параньгинского района Марийской АССР (1970—1984). Кавалер ордена Ленина (1976). Участник советско-японской войны (1945).